# Instrumentell transkommunikation
Instrumentell transkommunikation (ITK) kallas en typ av pseudovetenskap som går ut på att med hjälp av radio, dator, tv och annan elektronisk utrustning få kontakt med väsen från andra dimensioner, i en (åtminstone till synes) övernaturlig mening.

## Ursprung
ITK härstammar från EVP (Electronic voice phenomenon, elektroniskt röstfenomen) som tysk-svensken Friedrich Jürgenson (1903–1987) påstod sig upptäcka av en slump när han i juni 1959 var ute med sin bandspelare för att spela in fågelsång. Vid uppspelning av bandet fann han inte bara fågelsång, utan även en mycket svag norsktalande röst som talade om "fåglar på natten". Jürgenson trodde först att det rörde sig om en radioutsändning som av misstag fångats upp av hans inspelningsapparatur, men någon radiostation lär inte ha funnits i området. Jürgenson intresserade sig för fenomenet och lyckades under åren som följde göra tusentals inspelningar som han hävdade hade ett utomdimensionellt ursprung. Han skrev även en bok om sina iakttagelser.
Jürgensons experiment gav gensvar i hela världen och många intresserade, bland dem Konstantin Raudive (1909-1974), tog över och vidareutvecklade Jürgensons idéer i takt med de tekniska framstegen. Raudive påstås t.o.m. ha fortsatt att förse intresserade med information även efter sin död, då från "andra sidan".
Jürgenson hade även många svenska efterträdare, däribland Lizzie Werneroth och Ebbe Johansson, som än i dag[när?] spelar in röster.
Filmklipp med just Lizzie och Ebbe finns tillgängliga på Internet (https://www.youtube.com/watch?v=RnukY0kVvZg).

## Mål
En stor del av entusiasternas ansträngningar går åt till att försöka etablera kontakt med avlidna människor och därmed, indirekt, även till att fastställa existensen av ett liv efter döden. Området är kontroversiellt och de resultat som hittills presterats har mötts av skepsis och anklagelser om fusk.

## Debatt
Under åren har många inspelningar gjorts av vad som angetts vara röster och bilder från andra dimensioner, men några övertygande bevis har varit svåra att åstadkomma. De vanligaste och mest troliga förklaringarna är att mottagna ljud och bilder antingen är rena falsarier, kommer från radio-/TV-sändningar som av misstag fångats upp eller att de är vanligt slumpmässigt brus som misstolkats som ord, uttryck och bilder. Bland de mer svårkontrollerade förslagen finns att fenomenen skapas av inspelaren själv genom omedveten psykisk påverkan av inspelningsmediet eller att de faktiskt har ett utomdimensionellt ursprung. (Källa?!)